# Thieres Pinto
Thieres Pinto de Mesquita Filho (Santa Quitéria, 27 de abril de 1962) é um empresário e político brasileiro radicado em Roraima, filiado ao Partido Trabalhista Brasileiro (PTB).
Em 2014, foi eleito primeiro-suplente do senador Telmário Mota, eleito pelo PDT, para o Senado Federal. Em dezembro de 2016, após licença de Mota, tomou posse para o exercício do mandato. Assumiu o mandato novamente em 2018 por poucos dias, sendo substituído por Rudson Leite. 